# 僕の名前を
「僕の名前を」（ぼくのなまえを）は、back numberの15枚目のシングル。

## 解説
- 14thシングル「クリスマスソング」から約6ヶ月ぶりのリリース[2]。
- 初回盤と通常盤の2形態での発売。
- 初回盤は、「僕の名前を」のMV、メイキング映像などを収録したDVD付。

## 収録曲
- 全作詞作曲：清水依与吏、編曲：back number（特記除く）
- ベストアルバム『アンコール』収録(#1)

1. 僕の名前を（編曲：back number & 蔦谷好位置）
  - 映画『オオカミ少女と黒王子』主題歌
2. パレード
  - 前年リリースのアルバム「シャンデリア」を制作している時期に完成し、アルバムを13曲入りにしてのリリースも検討されたが、アルバムに片想いソングが重なり過ぎてしまうことから、リリースは断念し、今作のカップリング曲となった。
3. ひとくいにんげん
4. 僕の名前を (instrumental)
5. パレード (instrumental)
6. ひとくいにんげん (instrumental)

## 初回盤特典DVD収録内容
1. 「僕の名前を」music video
2. 「僕の名前を」making of studio recording & music video & photo session